# 熊野社 (加須市)
熊野社（くまのしゃ）は、埼玉県加須市の神社。

## 歴史
創建年代は不明である。ただ江戸時代後期の地誌『新編武蔵風土記稿』に記載されていることから、その頃には既に存在していたものと推測される。その『新編武蔵風土記稿』によれば、当時の小浜村には「王子社」「稲荷社」「熊野社」の3社があり、青蓮寺が3社の別当寺であった。そのうちの王子社が村の鎮守であった。
明治初期の神仏分離に際し、鎮守の王子社は青蓮寺の境内にあったことから、熊野社に合祀することになった。そして1872年（明治5年）、熊野社は近代社格制度に基づく「村社」に列せられた。1909年（明治42年）の神社合祀により、稲荷社が合祀された。

## 交通アクセス
- 加須ICより車10分。